# 上海财经大学附属北郊高级中学
上海财经大学附属北郊高级中学，简称北郊中学或者上财附属北郊，是一所位于上海市虹口区的市级实验性示范性高级中学。

## 历史
北郊中学的前身是1897年建校的晏摩氏女中和1906年建校的沪江大学附中。1952年12月，两校合并，改名为上海市北郊中学。1960年，更名为虹口区重点中学。2001年4月，更名为上海市北郊高级中学。2005年9月，更名为上海市实验性示范性高级中学。2016年，更名为上海财经大学附属北郊高级中学。

## 著名校友
- 史霄雯
- 江南春
- 刘一闻
- 江小青
- 刘豫阳
- 李棣华
- 沈澈
- 张森
- 沈之荃